# Roc Ronyonal
El Roc Ronyonal és una muntanya de 2.037 metres que es troba al municipi de Montferrer i Castellbò, a la comarca de l'Alt Urgell.